# Agelao (pastore di Paride)
Agelao (in greco antico: Ἀγέλαος?) o Archeloo è un personaggio della mitologia greca, un pastore che allevò Paride.

## Mito
Agelao lavorava come pastore presso Troia dove regnava Priamo il quale, per evitare le conseguenze funeste di un oracolo, decise di disfarsi del proprio figlio Alessandro, appena natogli da Ecuba e così finì che il bimbo fu abbandonato sul Monte Ida.
Agelao, cinque giorni dopo l'abbandono del bimbo, mosso da pietà lo raccolse e lo tenne con sé allevandolo come uno dei propri figli. Lo chiamò Paride e lo tenne con sé fino a che Priamo non lo riconobbe come suo.